# Filippo Timi
Filippo Timi (ur. 27 lutego 1974 w Perugii) – włoski aktor, reżyser, scenarzysta i dramaturg.

## Życiorys
Urodził się w Perugii jako syn Luciany, pielęgniarki, i Nello Timiego, który produkował rury betonowe. W 1993 rozpoczął karierę teatralną w perugijskim zespole Carthago Teatro pod kierunkiem reżysera Mehdiego Kraiema. Występował w spektaklach: Paolo di Tarso Piera Paolo Pasoliniego (1994) w Centrum Eksperymentów i Badań Teatralnych w Pontederze, Byłem piękny, miałem skrzydła (1995) w Teatro Valdoca w Cesenie, G.A. story (1996) w reżyserii Roberta Wilsona, La rabbia Piera Paolo Pasoliniego (1996), Proces Franza Kafki (1998), Burza Williama William Shakespeare’a (1999), Mewa Antona Czechowa (2001), Sen nocy letniej (2002), Metamorfozy Owidiusza (2002), Śmierć Dantona Georga Büchnera (2003) i Argonautyki Apolloniosa z Rodos (2005).
W 2009 był współautorem, reżyserem i głównym wykonawcą sztuki Il popolo non ha il pane? Diamogli le brioche, gdzie zagrał postać Hamleta. Spektakl, wystawiany przez ponad dwa lata w teatrach całych Włoch, z ciągłymi zmianami scenicznymi i tekstowymi, osiągnął wszędzie rekord „wyprzedania” biletów i zapewnił mu pozycję wśród najbardziej cenionych włoskich aktorów i autorów teatralnych przez krytykę i publiczność.
Po występie przed kamerami w 12–minutowym dreszczowcu Surnormale (1998), zadebiutował na ekranie jako Tasca ze Stefanią Roccą w komedii romantycznej Na początku była to bielizna (In principio erano le mutande, 1999), prezentowanej na 49. Międzynarodowym Festiwalu Filmowym w Berlinie. Jego kariera rozpoczęła się w pełni dzięki roli Zanny, który buntowniczo oskarża nowicjat i sam Kościół katolicki o wykorzystywanie Słowa Bożego do zdobywania władzy i wpływów w dramacie Saverio Costanzo Ku mojej pamięci ( In memoria di me, 2007) z udziałem Christo Żiwkowa i postaci zdominowanego przez żonę policjanta Roberto we włosko–francusko–tureckim dramacie Ferzana Özpeteka Saturno contro. Pod dobrą gwiazdą (Saturno contro, 2007) u boku Stefano Accorsiego. Umocnił swoją pozycję rolą Rino Zeny, ojca 14–letniego Cristiano, bezrobotnego, agresywnego pracownikiem alkoholika o przekonaniach nacjonalistycznych i rasistowskich w mrocznym dramacie Gabriele Salvatoresa Jak Bóg przykazał (Come Dio comanda, 2008) na podstawie powieści Niccolò Ammanitiego. Jego kreacja Benito Mussoliniego w biograficznym melodramacie  Marco Bellocchio Zwycięzca (Vincere, 2009) była nominowana do Europejskiej Nagrody Filmowej dla najlepszego aktora. Za rolę byłego policjanta Guido w dramacie Giuseppe Capotondiego Podwójna godzina (La doppia ora, 2008) zdobył nagrodę im. Pasinettiego dla najlepszego włoskiego aktora na 66. MFF w Wenecji.

## Życie prywatne
Zdeklarował się w mediach jako gej. W 2016 poślubił swojego wieloletniego partnera, artystę i pisarza Sebastiano Mauriego, podczas ceremonii cywilnej w Nowym Jorku. W 2021 rozwiedli się.

## Wybrana filmografia
- 2008: Podwójna godzina (La doppia ora) jako Guido
- 2010: Amerykanin (The American) jako Fabio
- 2010: Samotność liczb pierwszych (La solitudine dei numeri primi) jako klaun
- 2012: Epoka lodowcowa 4: Wędrówka kontynentów (Ice Age: Continental Drift) jako Manny (głos; wersja włoska)
- 2012: Asterix i Obelix: W służbie Jej Królewskiej Mości (Astérix et Obélix : Au service de sa Majesté) jako patrol dekuriona
- 2012: Mroczny Rycerz powstaje (The Dark Knight Rises) jako Bane (głos; wersja włoska)
- 2016: Epoka lodowcowa 5: Mocne uderzenie (Ice Age: Collision Course) jako Manny (głos; wersja włoska)

## Nagrody i nominacje
| Rok  | Nagroda                                       | Kategoria                    | Film                                                                 | Rezultat  |
| ---- | --------------------------------------------- | ---------------------------- | -------------------------------------------------------------------- | --------- |
| 2007 | Nastro d’argento                              | Najlepszy aktor drugoplanowy | Ku mojej pamięci (In memoria di me, 2007)                            | Nominacja |
| 2009 | Nastro d’argento                              | Najlepszy aktor              | Jak Bóg przykazał (Come Dio comanda, 2008) Zwycięzca (Vincere, 2009) | Nominacja |
| 2009 | Giffoni Film Festival                         | Nagroda młodzieży            | –                                                                    | Wygrana   |
| 2009 | 66. Międzynarodowy Festiwal Filmowy w Wenecji | Nagroda im. Pasinettiego     | Podwójna godzina (La doppia ora, 2009)                               | Nominacja |
| 2009 | Europejska Nagroda Filmowa                    | Najlepszy aktor              | Zwycięzca (Vincere, 2009)                                            | Nominacja |
| 2010 | David di Donatello                            | Najlepszy aktor              | Zwycięzca (Vincere, 2009)                                            | Nominacja |
| 2011 | 68. Międzynarodowy Festiwal Filmowy w Wenecji | Nagroda premium              | –                                                                    | Wygrana   |
| 2014 | Nastro d’argento                              | Najlepszy aktor drugoplanowy | Zamek we Włoszech (Un château en Italie, 2013)                       | Nominacja |
| 2022 | Nastro d’argento                              | Najlepszy aktor w komedii    | Niewidzialna nić (Il filo invisibile, 2022)                          | Nominacja |

## Publikacje
- Filippo Timi, Gaia Mencaroni, Diego Mencaroni: Racconti perugini. Midgard, 2009, s. 160. ISBN 978-8895708560.
- Filippo Timi: Viva Coppi!. Monboso, 2010, s. 352. ISBN 978-8887219227.
- Filippo Timi: E lasciamole cadere queste stelle. Fandango Libri, 2010, s. 288. ISBN 978-8860441034.
- Filippo Timi: Peggio che diventare famoso. Garzanti Libri, 2011, s. 332. ISBN 978-8811694427.
- Filippo Timi, Edoardo Albinati: Tuttalpiù muoio. Fandango Libri, 2016, s. 475. ISBN 978-8860444929.
- Filippo Timi, Carmelo Bene: Ho sognato di vivere! Poesie giovanili. Bompiani, 2021, s. 104. ISBN 978-8830101319.
- Filippo Timi: Marilyn. Feltrinelli, 2023, s. 112. ISBN 978-8807035623.